# Siran (Hérault)
Siran település Franciaországban, Hérault megyében. Lakosainak száma 751 fő (2022. január 1.). Siran Azille, Pépieux, Cesseras, La Livinière és Minerve községekkel határos.

## Népesség
A település népessége az elmúlt években az alábbi módon változott:
| Lakosok száma | 641  | 520  | 544  | 626  | 695  | 715  | 733  | 744  | 748  | 751  |
|               | 1968 | 1982 | 1990 | 2006 | 2013 | 2015 | 2017 | 2019 | 2020 | 2022 |